# Stortingsvalget 1953
Stortingsvalget 1953 var det tredje stortingsvalg i Norge efter 2. verdenskrig, det blev afholdt 12. oktober 1953.
Før valget var lov og ordningen om fordeling af mandater ændret, ved at «Bondeparagrafen» blev ophævet og St. Laguës modificerede opgørelsesmetode med delingstal på 1,4 indført. Den gamle ordning havde stærkt favoriseret store partier, mens den nye ordningen gav en mandatfordeling som kom nærmere fordelingen af stemmerne. Derfor mistede Arbeiderpartiet 8 mandater selv om de fik flere stemmer end ved forrige valg, mens Norges Kommunistiske Parti kom tilbage i Stortinget med tre nye mandater, endda selv om de fik værre stemmer. Det er beregnet at med den gamle valgordning ville Arbeiderpartiet have fået 92 mandater ved dette valg.
Valget blev alligevel en stor sejr for Arbeiderpartiet, og Oscar Torps regering fortsatte. Arbeiderpartiet fastholdt flertallet i Stortinget.

## Resultat
| Parti                      | Procent af stemmerne (%) | Ændring sammenlignet med 1949 | Mandater | Ændring sammenlignet med 1949 |
| -------------------------- | ------------------------ | ----------------------------- | -------- | ----------------------------- |
| Arbeiderpartiet            | 46,7                     | + 1,1                         | 77       | - 8                           |
| Høyre                      | 18,4                     | + 2,5                         | 27       | + 4                           |
| Kristelig Folkeparti       | 10,5                     | + 2,1                         | 14       | + 5                           |
| Venstre                    | 10,0                     | - 2,5                         | 15       | - 6                           |
| Bondepartiet               | 8,8                      | + 4,0                         | 14       | + 2                           |
| Norges Kommunistiske Parti | 5,1                      | - 0,8                         | 3        | + 3                           |
| Borgerlig fællesliste      | 0,5                      | - 5,6                         | 0¹       | 0                             |
| Total                      | 100                      | 0                             | 150      | 0                             |

¹Mandat fra borgerlig fællesliste fordelt på de enkelte partier (i dette tilfælde gav fælleslisten et mandat til Høyre).

Den borgerlige fællesliste var et samarbejde mellem Bondepartiet og Høyre i Aust-Agder.

Et anslag over valgresultatet med fælleslistens stemmer fordelt på partierne i denne, giver partierne dette resultatet:
| Parti        | Procent af stemmer | Ændring sammenlignet med 1949 |
| ------------ | ------------------ | ----------------------------- |
| Høyre        | 18,8               | - 1,0                         |
| Bondepartiet | 9,0                | + 1,1                         |